# شهرستان ییهوانگ
شهرستان ییهوانگ (به لاتین: Yihuang County) یک شهرستان‌های جمهوری خلق چین در چین است که در فوژوا واقع شده‌است.